# Ecosondeo

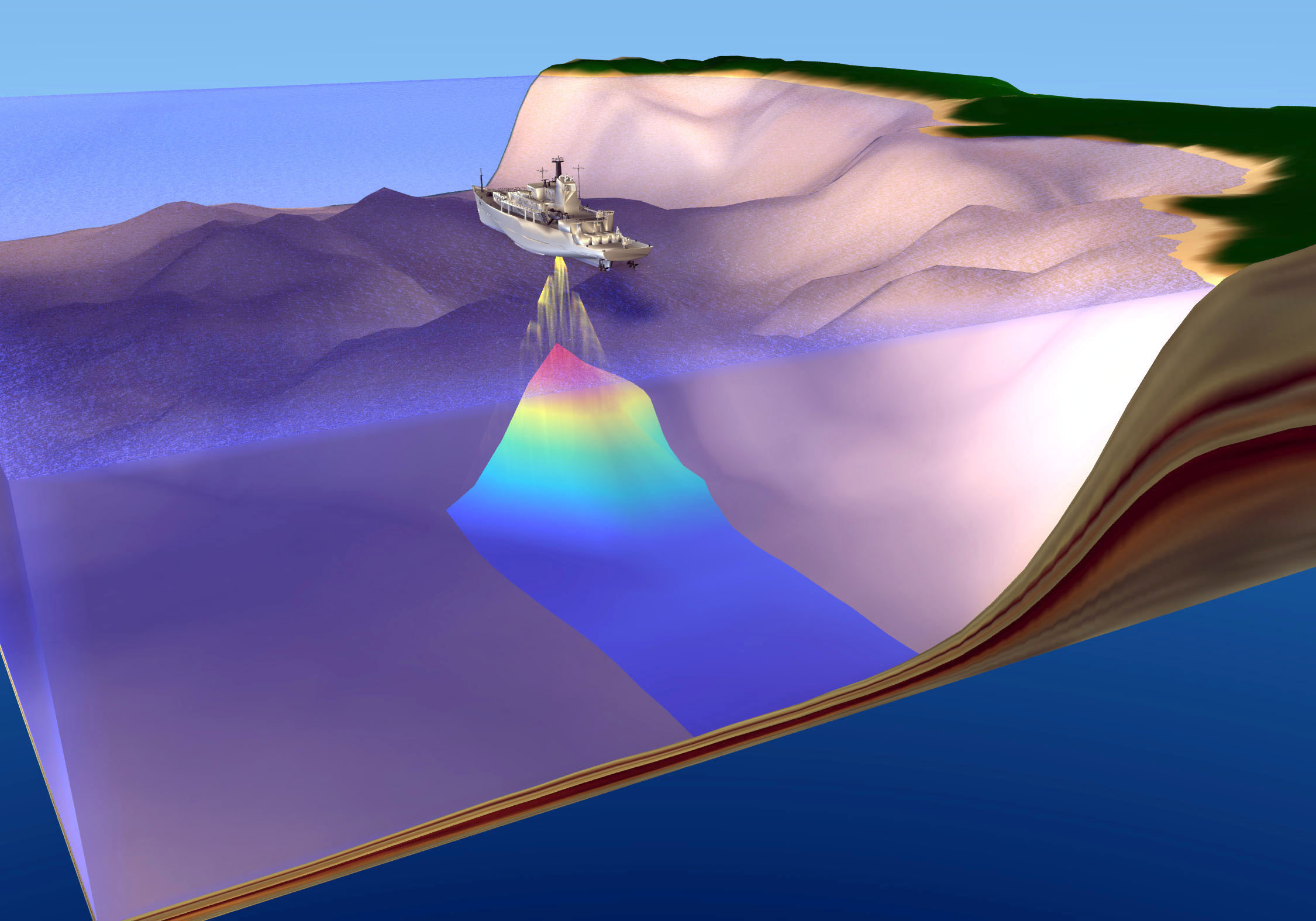
Ilustración de una ecosonda utilizando una ecosonda multihaz.

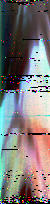
La sonda MTVZA recibida del satélite Meteor M2-2 por una estación de aficionados

El ecosondeo o sondeo de profundidad es el uso del sonar para medir distancias, normalmente para determinar la profundidad del agua (batimetría). Implica transmitir ondas acústicas al agua y registrar el intervalo de tiempo entre la emisión y el retorno de un pulso; el tiempo de vuelo resultante, junto con el conocimiento de la velocidad del sonido en el agua, permite determinar la distancia entre el sonar y el objetivo. Esta información se utiliza normalmente con fines de navegación o para obtener profundidades con fines cartográficos.
El ecosondeo también se puede utilizar para alcanzar otros objetivos, como bancos de peces. Las evaluaciones hidroacústicas han empleado tradicionalmente estudios móviles desde barcos para evaluar la biomasa de peces y las distribuciones espaciales. Por el contrario, las técnicas de ubicación fija utilizan transductores estacionarios para monitorear el paso de los peces.
La palabra sondeo se utiliza para todo tipo de mediciones de profundidad, incluidas aquellas que no utilizan sonido, y no tiene relación en origen con la palabra sonido en el sentido de ruido o tonos. La ecosonda es un método más rápido para medir la profundidad que la técnica anterior de bajar una línea de sonda hasta que toca el fondo.

## Historia
El inventor alemán Alexander Behm obtuvo la patente alemana nº 282009 por la invención de la ecosonda (dispositivo para medir las profundidades del mar y las distancias y rumbos de barcos u obstáculos mediante ondas sonoras reflejadas) el 22 de julio de 1913.
Una de las primeras unidades comerciales de ecosondeo fue el Brazometro de Fessenden, que utilizaba el oscilador Fessenden para generar ondas sonoras. Fue instalado por primera vez por la compañía "Submarine Signal" en 1924 en el transatlántico M&M SS Berkshire.

## Técnica

Diagrama que muestra el principio básico de la ecosondeo.

La distancia se mide multiplicando la mitad del tiempo desde el pulso saliente de la señal hasta su regreso por la velocidad del sonido en el agua, que es aproximadamente 1,5 kilómetros por segundo [T÷2×(4700 pies por segundo o 1,5 km por segundo)]. En aplicaciones precisas de ecosondeo, como la hidrografía, la velocidad del sonido también debe medirse, por lo general, desplegando una sonda de velocidad del sonido en el agua. El sondeo del eco es efectivamente una aplicación de sonar de propósito especial que se utiliza para localizar el fondo. Dado que una unidad tradicional de profundidad del agua anterior al SI era la braza, un instrumento utilizado para determinar la profundidad del agua a veces es denominado en inglés Fathometer (lo cual podría traducirse de manera informal como brazometro).
La mayoría de las profundidades oceánicas cartografiadas utilizan una velocidad del sonido promedio o estándar. Cuando se requiere una mayor precisión, se pueden aplicar estándares promedio e incluso estacionales a las regiones oceánicas. Para profundidades de alta precisión, generalmente restringidas a estudios científicos o con fines especiales, se puede bajar un sensor para medir la temperatura, la presión y la salinidad. Estos factores se utilizan para calcular la velocidad real del sonido en la columna de agua local. Esta última técnica la utiliza regularmente la Oficina de Estudios Costeros de EE. UU. para estudios de navegación en las aguas costeras de EE. UU. 

## Uso común
Además de ser una ayuda para la navegación (la mayoría de los barcos más grandes tendrán al menos una sonda de profundidad simple), la ecosonda se usa comúnmente para pescar . Las variaciones de elevación a menudo representan lugares donde se congregan los peces. También se registrarán bancos de peces. Una sonda de pesca es un dispositivo de ecosondeo utilizado tanto por pescadores recreativos como comerciales.

## Hidrografía
En zonas donde se requiere una batimetría detallada, se podrá utilizar una ecosonda de precisión para los trabajos de hidrografía. Hay muchas consideraciones al evaluar un sistema de este tipo, que no se limitan a la precisión vertical, la resolución, el ancho del haz acústico del haz de transmisión/recepción y la frecuencia acústica del transductor .

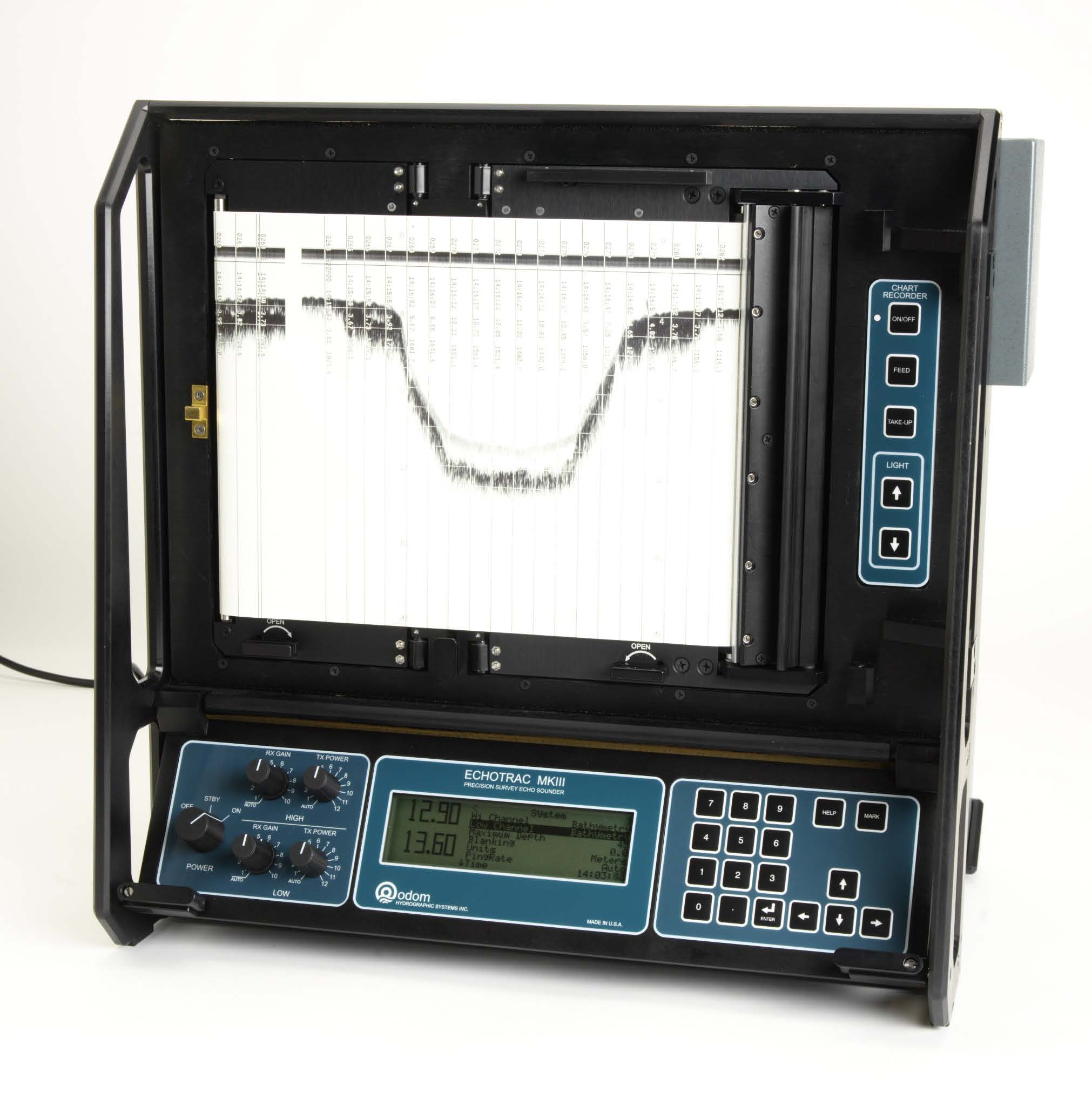
Un ejemplo de ecosonda de doble frecuencia de precisión, el Teledyne Odom MkIII

La mayoría de las ecosondas hidrográficas son de doble frecuencia, lo que significa que un pulso de baja frecuencia (normalmente alrededor de 24 kHz) se puede transmitir al mismo tiempo que un pulso de alta frecuencia (normalmente alrededor de 200 kHz). Como las dos frecuencias son discretas, las dos señales de retorno normalmente no interfieren entre sí. Hay muchas ventajas del ecosondeo de doble frecuencia, incluida la capacidad de identificar una capa de vegetación o una capa de barro blando sobre una capa de roca.

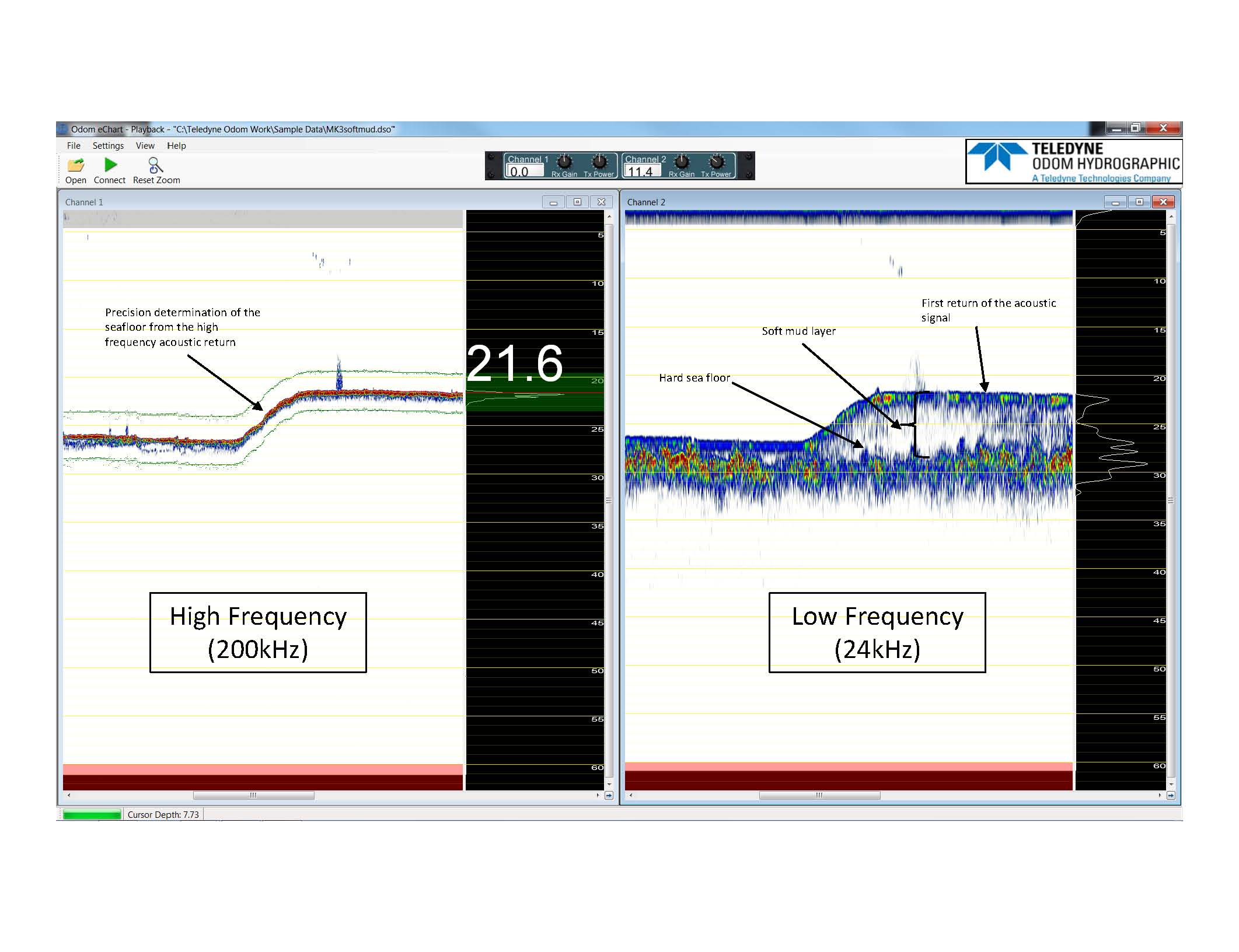
Una captura de pantalla de la diferencia entre ecogramas de frecuencia única y dual.

La mayoría de las operaciones hidrográficas utilizan un transductor de 200 kHz, adecuado para trabajos costeros de hasta 100 metros de profundidad. Las aguas más profundas requieren un transductor de frecuencia más baja, ya que la señal acústica de frecuencias más bajas es menos susceptible a la atenuación en la columna de agua. Las frecuencias comúnmente utilizadas para sondeos en aguas profundas son 33 kHz y 24 kHz.
El ancho de haz del transductor también es una consideración para el hidrógrafo, puesto que para obtener la mejor resolución de los datos recopilados es preferible un ancho de haz estrecho. Cuanto mayor sea la frecuencia de funcionamiento, más estrecho será el ancho del haz. Por lo tanto, es especialmente importante cuando se realizan sondeos en aguas profundas, ya que la huella resultante del pulso acústico puede ser muy grande una vez que llega a un fondo marino distante.
Una ecosonda multiespectral multihaz es una extensión de una ecosonda de haz vertical de doble frecuencia en el sentido de que, además de medir dos sondeos directamente debajo del sonar en dos frecuencias diferentes; mide múltiples sondeos en múltiples frecuencias, en múltiples ángulos de elevaciones diferentes y en múltiples ubicaciones diferentes en el fondo marino. Estos sistemas se detallan en la sección denominada ecosonda multihaz.
Las ecosondas se utilizan en aplicaciones de laboratorio para monitorear el transporte de sedimentos, los procesos de socavación y erosión en modelos a escala (modelos hidráulicos, canales, etc.). También se pueden utilizar para crear trazados de contornos 3D.

### Normas para sondeos ecográficos hidrográficos.
La precisión y exactitud requeridas de la ecosonda hidrográfica están definidas por los requisitos de la Organización Hidrográfica Internacional (OHI) para los estudios que deben realizarse según las normas de la OHI. Estos valores están contenidos en la publicación S44 de la OHI.
Para cumplir con estos estándares, el hidrógrafo debe considerar no sólo la precisión vertical y horizontal de la ecosonda y el transductor, sino también el sistema topográfico en su conjunto. Se puede utilizar un sensor de movimiento, específicamente el componente de oleaje (en ecosonda de haz único) para reducir los sondeos del movimiento de la embarcación experimentado en la superficie del agua. Una vez establecidas todas las incertidumbres de cada sensor, el hidrógrafo creará una suposición de incertidumbre para determinar si el sistema de levantamiento cumple con los requisitos establecidos por la OHI.
Las diferentes organizaciones hidrográficas tendrán su propio conjunto de procedimientos y manuales de campo para guiar a sus hidrógrafos a cumplir con los estándares requeridos. Dos ejemplos son la publicación EM110-2-1003, del Cuerpo de Ingenieros del Ejército de EE. UU. y el 'Manual de procedimientos de campo' de la NOAA. 

## Ecosonda multihaz
Una ecosnda multihaz es un tipo de sonar que se emplea para mapear el fondo marino. Emite ondas acústicas en forma de abanico debajo de su transreceptor. El tiempo que le toma a la onda acústica reflejarse del fondo marino y retornar al receptor es empleado para calcular la profundidad del agua. A diferencia del sonar y las ecosondas monohaz, las ecosondas multihaz emplean técnicas de formación de haces para extraer la información direccional de las ondas acústicas que retornan, produciendo una envolvente de sondeos de profundidad de un único ping.